# デイヴィッド・ヴォーン
デイヴィッド・オーウェン・ヴォーン（David Owen Vaughan、1983年2月18日  - ）は、ウェールズ・コンウィ州アベルゲレ出身の元プロサッカー選手。元ウェールズ代表。現役時代のポジションは、ミッドフィールダー。

## クラブ経歴
クルー・アレクサンドラFCでプロデビュー。2002-03シーズンは40試合6ゴールの成績を収め、フットボールリーグ2準優勝&リーグ1昇格に貢献した。
2007年8月、セグンダ・ディビシオンに降格したレアル・ソシエダに移籍。しかし9試合の出場に留まった。
2008年8月、チャンピオンシップのブラックプールFCに20万ポンドで移籍。2009-10シーズンは6位ながらプレーオフで優勝しプレミアリーグ昇格を達成した。
2011年7月、サンダーランドAFCに移籍。
2014年7月、2度のレンタルを経てノッティンガム・フォレストFCに完全移籍。
2018年7月6日、ノッツ・カウンティFCに移籍。
ノッツ・カウンティ退団後、一旦現役を引退したが、2021年9月にナントウィッチ・タウンFCに加入し現役復帰した。

## 代表歴
2003年5月26日のアメリカ代表戦でA代表デビュー。
2009年10月14日のリヒテンシュタイン代表戦で初ゴール。
UEFA EURO 2016ではメンバー入りしたものの出番はなかった。大会終了後、代表からの引退を表明。

### ゴール
| #  | 開催日         | 会場         | 対戦国             | 結果 | 試合概要                    |
| -- | -------------- | ------------ | ------------------ | ---- | --------------------------- |
| 1. | 2009年10月14日 | ファドゥーツ | リヒテンシュタイン | 2–0  | 2010 FIFAワールドカップ予選 |